# Церковь Преображения Господня (Медведково)
Церковь Преображения Господня — православный храм в деревне Медведково, находится на берегу реки Шача (приток Волги) в сельском поселении Панинское (Фурмановский район, Ивановская область, Россия).

## Исторические сведения
Первый деревянный храм в Медведково построен после 1517 года, в середине XVI столетия переходит во владение Сабуровых-Пешковых. В 1579 году князь Григорий Андреевич Булгаков продал село архимандриту Павме, настоятелю Троице-Сергиева монастыря, наряду с другими селениями своей костромской вотчины: 

 «со всеми угодьями, с лесы, с луги и с пожни, и с мельницею, что на реке Шача, куда исстари ходили плуг и коса и топор… дворы: попа, пономаря, проскурницы да в двух кельях живут нищие. Крестьянских и бобыльских дворов 17,… а всего к селу 20 деревень да селища, а в них 103 человека»
.
В 1612 году село, как и вся близлежащая округа, было подвергнуто литовскому разорению, в 1616 году государственная ревизия сообщает: 

 «Осталось в селе поп Иван Кондратьев, да четыре места келейных… крестьяне от литовских людей побиты».
На месте обветшавшей деревянной церкви в 1770 году на средства прихожан строится каменный Преображенский храм с приделом в честь Феодоровской иконы Божией Матери. Статистика последующих лет говорит: 1897 г. — 197 жителей на 30 хозяйских дворов, 1907 г. — 206 жителей, количество дворов — 52.
Архив городской администрации г. Фурманова хранит документы из которых известно, что на начало 1941 года в храме служил настоятелем Евлампий Преображенский.

«5/I — 1941 г., № 25
Иваново, Исполком Облсовета, тов. Кирьянову
В дополнение к имеющемуся у Вас делу о закрытии Медведковской церкви… направляю протокол общего собрания колхозников дер. Шульгино о закрытии этой церкви…
Секретарь…»

«047-32, 027
Кому: Исполкому Середского райсовета… облконторе „Вторцветмет“, Исполком облсовета — тов. Кирьянову
Решение Исполкома Ивановского областного Совета 24 января 1941 г., № 2703
Ходатайство общих собраний граждан селений Медведково, Бакшеево, Ботеево и исполкома Середского райсовета о закрытии церкви в селении Медведково, Медведковского сельсовета, Середского района. Принимая во внимание ходатайство… и то, что религиозная община, пользовавшаяся этой церковью, распалась, оставшиеся члены общины подали заявления, в которых они отказываются от содержания молитвенного здания, — договор с религиозной общиной на пользование указанной церковью расторгнуть, церковь эту, как молитвенное здание ликвидировать и передать… для использования под культурно-просветительские цели.
Предложить Исполкому… настоящее решение провести с соблюдением ст.ст. 36, 37, 69 и 40 Постановления ВЦИК и СНК РСФСР от 8 апреля 1929 г. „О религиозных объединениях“.
Печать
Зам. Председателя Исполкома Облсовета — подпись (неразборчиво)
Секретарь Исполкома Облсовета — подпись Мельникова

Верно: Зав. Протокольным сектором Исполкома Облсовета подпись П.Романов»

«3/II-41 г.
Председателю Медведковского сельсовета
Препровождается 1-й экземпляр объявления о ликвидации молитвенного здания в селе Медведково, необходимо которое вывесить на дверях церкви и ознакомить верующих данной религиозной общины. По истечении 2-х недель объявление снимите с церкви и с пометкой сельсовета о времени вывешивания и снятия верните Исполкому Райсовета. Приложение упомянутое…
И. о. Председателя Исполкома Райсовета Туранов

И. о. Секретаря Исполкома Райсовета Ильичев»
.

«Объявление
Решением Исполкома Ивановского Облсовета от 24 января 1941 г., № 2703, договор с религиозной общиной верующих на пользование зданием церкви в селе Медведково расторгнут и церковь, как молитвенное здание ликвидирована.
Желающие взять в пользование для удовлетворения религиозных потребностей здание и имущество культа на условиях указанных в ст.ст. 27, 33 Постановление ВЦИК и СНК РСФСР от 8 апреля 1939 г., о Религиозных объединениях могут подать об этом, в Исполком Райсовета соответствующее заявление.

Исполком Середского Райсовета, 3/II — 1941 г.» 

«Сведения о наличии церковных зданий и их назначение на территории Середского р-на Ивановской обл. по состоянию на 1-е апреля 1951 г… с. Медведково здание каменное используется под зерносклад… Для какой цели предполагается в дальнейшем использовании? — Не известно»
В 1998 году на месте закрытого в 1941 году и разрушенного в 50-е годы началось строительство нового храма, законченного к престольному празднику Преображения Господня в 2000 году. Храм относится к Иваново-Вознесенской и Вичугской епархии.